# Wojciech Góralczyk (prawnik)
Wojciech Stanisław Góralczyk, także Wojciech Góralczyk jr. (ur. 19 marca 1951) – polski prawnik, urzędnik państwowy i nauczyciel akademicki, profesor nauk prawnych, w latach 1990–1991 i 1992–1994 podsekretarz stanu w Ministerstwie Przekształceń Własnościowych.

## Życiorys
Syn Wojciecha Juliana Góralczyka, profesora prawa międzynarodowego publicznego. Studiował na Wydziale Prawa i Administracji Uniwersytetu Warszawskiego (absolwent z 1972) oraz podyplomowo w Ecole nationale d'administration. Na UW w 1977 obronił doktorat, a rok później habilitację. 20 czerwca 2018 otrzymał tytuł profesora nauk prawnych. W działalności naukowej specjalizował się w prawie administracyjnym i bankowym. Był recenzentem kilkunastu prac habilitacyjnych i promotorem kilku doktoratów. Autor kilkudziesięciu artykułów naukowych i książek, w tym podręczników akademickich.
Został wykładowcą i koordynatorem w Krajowej Szkole Administracji Publicznej, a także nauczycielem akademickim Akademii Leona Koźmińskiego, gdzie w 1997 objął funkcję kierownika Katedry Administracji i Prawa Administracyjnego. Należał do Towarzystwa Naukowego KUL i Centrum Analiz Społeczno-Ekonomicznych, a także został wiceprzewodniczącym Institut International des Sciences Administratives w Brukseli. Uzyskał uprawnienia radcy prawnego, prowadził kancelarię prawną.
W latach 1990–1991 oraz 1992–1994 pełnił funkcję podsekretarza stanu w Ministerstwie Przekształceń Własnościowych. Zajmował się opracowywaniem projektu ustawy prywatyzacyjnej. Zasiadał w radach nadzorczych różnych spółek, m.in. PLL LOT i Creditreform. Jako prawnik był także związany z bankami, w tym PKO Bankiem Polskim i Bankiem Handlowym w Warszawie, a także z Komisją Papierów Wartościowych.

## Odznaczenia
Odznaczony Krzyżem Kawalerskim Orderu Odrodzenia Polski za wybitne zasługi dla rozwoju kadr administracji publicznej (2006) oraz Srebrnym Krzyżem Zasługi za zasługi w działalności na rzecz rozwoju polskiego systemu bankowo-finansowego (1999).